# KTE KK
El KTE KK, más conocido como KTE-Duna Aszfalt por motivos de patrocinio, es un equipo de baloncesto húngaro con sede en la ciudad de Kecskemét, que compite en la A Division, la máxima competición de su país. Disputa sus partidos en el Messzi István SPortcsarnok, con capacidad para 1,200 espectadores.

## Historia
Fundado en 2012, es el sucesor del Kecskeméti KSE, desaparecido ese mismo año. El club forma parte de la asociación deportiva Kecskeméti TE. En su primer año de existencia (2012-2013), se proclamaron campeones de la B Division (2ª división húngara) y de la Hepp-kupa (copa de la 2ª división húngara), ascendiendo por primera vez en su historia a la A Division, donde actualmente permanecen.
El mayor éxito del club tuvo lugar en la temporada 2014-2015, ya que se proclamaron subcampeones de Liga y de Copa, perdiendo en ambas ocasiones contra el Szolnoki Olaj KK.

## Nombres
| Denominación        | Período       |
| ------------------- | ------------- |
| KTE Kosárlabda Klub | 2012-2013     |
| KTE-Duna Aszfalt    | 2013–presente |

## Registro por Temporadas
| Temporada | Competición Doméstica | Competición Doméstica | Competición Doméstica | Competición Doméstica | Copa Húngara | Competición Europea |
| Temporada | División              | Liga                  | Posición              | Play-Offs             | Copa Húngara | Competición Europea |
| --------- | --------------------- | --------------------- | --------------------- | --------------------- | ------------ | ------------------- |
| 2012–13   | 2ª                    | B Division            | 1º                    | Campeones             | –            | –                   |
| 2013–14   | 1ª                    | A Division            | 6º                    | Cuartos de final      | 3ª Plaza     | –                   |
| 2014–15   | 1ª                    | A Division            | 1º                    | Subcampeones          | Subcampeones | –                   |
| 2015–16   | 1ª                    | A Division            | 9º                    | –                     | –            | –                   |
| 2016–17   | 1ª                    | A Division            | 8º                    | Cuartos de final      | –            | –                   |
| 2017–18   | 1ª                    | A Division            |                       |                       |              | –                   |

## Palmarés

### Liga
- A Division

-   - Subcampeones (1): 2015

- B Division

-   -  Campeones (1): 2013

### Copa
- Copa Húngara

-   - Subcampeones (1): 2015
  - Terceros (1): 2014

- Hepp-kupa

-   -  Campeones (1): 2013

## Jugadores destacados
| - Zoltán Bencze - Gábor Dénes - László Dobos - Péter Fehér - Bence Fülöp - Gergely Gruda - Gergely Hegedűs - Péter Jakab - Iván Keller - Márton Kopasz - Barnabáš Kovács - Márk Kovács | - Péter Kovács - Márk Kővágó Laska - Máté Mészáros - Dániel Molnár - Márton Molnár - Tibor Pálinkás - Martin Pongó - Máté Pongó - Bence Tóth - Krisztián Wittmann - Filip Barović - Milutin Đukanović | - Marko Derasimović - Rastko Dramičanin - Nikola Jovanović - Miljan Rakić - Atilla Dağdelen - Lawrence Alexander - Rod Camphor - Eugene Harris - James Kinney - Lamont Middleton Jr. - Bernard Thompson - Kemal Karahodžić | - Ivan Stefanović - Tomislav Ivošev - Davorin Kuntić - Perry Petty |